# Rockstar Games
Rockstar Games és un grup de desenvolupament del publicador de videojocs Take Two Interactive. Aquesta marca ha desenvolupat Grand Theft Auto i Midnight Club. La firma Rockstar Games, va ser fundada el 1998 per Sam Houser, Terry Donovan, Dan Houser, Jamie King i Gary Foreman. Sam Houser dirigeix l'estudi com a president.
Des de 1999, diverses empreses adquirides o establertes per Take-Two han passat a formar part de Rockstar Games, com ara Rockstar Canada (després es va rebatejar com a Rockstar Toronto) i es va convertir en la primera el 1999, i Rockstar Dundee la més recent el 2020. Totes les empreses organitzades sota Rockstar Games porten el nom i el logotip de "Rockstar". En aquest context, Rockstar Games de vegades també s'anomena Rockstar New York, Rockstar NY o Rockstar NYC. Rockstar Games també té un estudi de captura de moviment a Bethpage, Nova York.
Rockstar Games publica principalment jocs del gènere acció-aventura, mentre que els jocs de curses també van tenir èxit per a la companyia. Una d'aquestes franquícies de jocs d'acció i aventura és Grand Theft Auto, que Rockstar Games va prendre el relleu de BMG Interactive, que va publicar l'entrada original de la sèrie de 1997. El joc principal més recent de la sèrie, Grand Theft Auto V, ha venut més de 155 milions de còpies des del seu llançament el setembre de 2013, que el converteix en un dels videojocs més venuts de tots els temps. Altres franquícies populars publicades per Rockstar Games són Red Dead, Midnight Club, Max Payne i Manhunt.

## Història

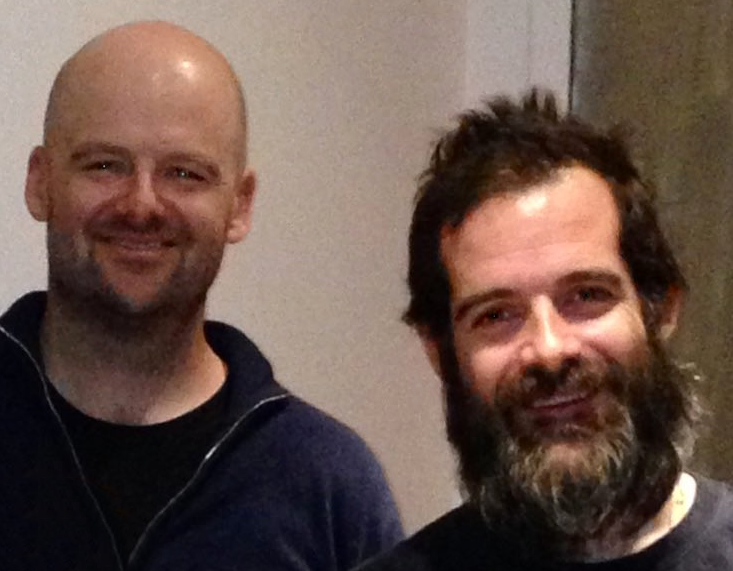
Els germans Dan Houser (esquerra) i Sam Houser (dreta) són dos dels cofundadors de Rockstar Games. Dan va deixar l'empresa el 2020; Sam és el president.

El 12 de març de 1998, Take-Two Interactive va anunciar la seva adquisició dels actius de l'editor de videojocs britànic inactiu BMG Interactive de BMG Entertainment (una unitat de Bertelsmann). A canvi, Take-Two havia d'emetre 1,85 milions d'accions (al voltant del 16%) de les seves accions ordinàries a BMG Entertainment. Mitjançant aquesta adquisició, Take-Two va obtenir diverses de les antigues propietats intel·lectuals de BMG Interactive, incloses el Grand Theft Auto i Space Station Silicon Valley de DMA Design. Es va anunciar que l'acord s'havia tancat el 25 de març. Tres executius de BMG Interactive (Sam Houser, Dan Houser i Jamie King, així com Terry Donovan del segell discogràfic Arista Records de BMG Entertainment, es van traslladar posteriorment a la ciutat de Nova York per treballar per a Take-Two Interactive. En una reestructuració anunciada a l'abril, Sam Houser va ser nomenat "vicepresident de desenvolupament de productes mundials" de Take-Two. El desembre de 1998, els germans Houser, Donovan i King van establir Rockstar Games com el segell editorial "de gamma alta" de Take-Two. La formació es va anunciar formalment el 22 de gener de 1999.
El gener de 2007, Take-Two va anunciar que Donovan, fins aleshores director general de Rockstar Games, havia deixat l'empresa després d'una baixa de quatre mesos. El va succeir Gary Dale, que es va convertir en director d'operacions. Dale va treballar anteriorment amb els germans Houser i King a BMG Interactive, però va abandonar l'empresa quan va ser adquirida per Take-Two Interactive i es va incorporar a les operacions europees de Capcom com a director general el 2003.
Al febrer de 2014, els títols de Rockstar Games han generat més de 250 milions de còpies, la franquícia més gran és la sèrie Grand Theft Auto, que va generar almenys 250 milions fins al novembre de 2016. Grand Theft Auto V va generar el major nombre d'unitats venudes de la sèrie i de la història de la companyia, amb més de 135 milions de còpies, convertint-se en un dels videojocs més venuts de tots els temps.
Als 10th British Academy Games Awards el març de 2014, Rockstar Games va rebre el BAFTA Academy Fellowship Award per "crear mons interactius complexos que han mantingut l'empresa a l'avantguarda de la indústria del joc durant més de una dècada, tant a nivell crític com comercial". Jennifer Kolbe, que va començar a la recepció de Take-Two, actua com a cap de publicació de Rockstar Games i supervisa tots els estudis de desenvolupament. Simon Ramsey és el cap de relacions públiques i comunicacions de la companyia.
El maig de 2019, Rockstar Games va anunciar que estaven adquirint Dhruva Interactive de Starbreeze Studios per 7,9 milions de dòlars, amb la venda finalitzada més tard aquell mes i l'equip de Dhruva es va fusionar en Rockstar India.
El setembre de 2019, Rockstar Games va anunciar que havia llançat el seu propi llançador de jocs, una distribució digital, gestió de drets digitals, multijugador i servei de comunicacions. Després d'haver fet una pausa prolongada després del llançament de Red Dead Redemption 2 a principis del 2019, Dan Houser va deixar Rockstar Games l'11 de març de 2020.
La companyia va adquirir l'estudi escocès Ruffian Games l'octubre de 2020, canviant el nom de l'estudi com a Rockstar Dundee. El maig de 2021, Rockstar va llançar un segell discogràfic, CircoLoco Records, en col·laboració amb Circoloco.

## Estudis de Rockstar

### Filials actuals
| Logo | Nom                    | Localització                | Anys         | Notes |
| ---- | ---------------------- | --------------------------- | ------------ | --- |
|      | RAGE Technology Group  | Carlsbad, Califòrnia, EUA.  | Des del 2006 | Motor gràfic anomenat Rockstar Advanced Game Engine, desenvolupat per Rockstar San Diego. |
|      | Rockstar Índia         | Bangalore, Índia            | Des del 2016 | Treballa en conjunt amb la Unitat Dedicat Rockstar (RDU) a Technicolor a l'Índia. |
|      | Rockstar International | Londres                     | Des del 2005 | La seu de publicació de Rockstar Games al Regne Unit, Europa, Àsia, Japó, Àfrica, Austràlia i Amèrica del Sud, es troba a les oficines de Rockstar London.                                                         |
|      | Rockstar Leeds         | Leeds, Anglaterra           | Des del 2004 | Van desenvolupar Chinatown Wars, Beaterator, Liberty City Stories i Vice City Stories. També van adaptar Max Payne a Game Boy Advance i LA Noire per a Microsoft Windows.                                          |
|      | Rockstar Lincoln       | Lincoln, Anglaterra         | Des del 1999 | Control de qualitat i localització. Responsable de testejar jocs i de la traducció dels desenvolupaments de Rockstar Games. També van desenvolupar el joc de Game Boy Color, Las Vegas Cool Hand.                  |
|      | Rockstar London        | Londres, Anglaterra         | Des del 2005 | Formada al novembre de 2005 pel desenvolupament de Manhunt 2. Responsable de ladaptació portàtil de Midnight Club: Los Angeles.                                                                                    |
|      | Rockstar New England   | Andover, Massachusetts, EUA | Des del 2008 | Responsable dels ports de Bully per a Wii, Xbox 360, PC, (anomenat Bully: Scholarship Edition) Android i iOS (anomenat Bully: Anniversary Edition)                                                                 |
|      | Rockstar North         | Edimburg, Escòcia           | Des del 1999 | Fundada el 1987 com a DMA Design i posteriorment adquirida el 1999. Son famosos pel desenvolupament de la sagues Grand Theft Auto, i Manhunt així com els jocs originals de Lemmings durant l'etapa de DMA Design. |
|      | Rockstar San Diego     | Carlsbad, Califòrnia, EUA.  | Des del 2003 | Com a part de Rockstar van desenvolupar el motor RAGE, Rockstar's Table Tennis, la saga Midnight Club, Red Dead Revolver i Red Dead Redemption.                                                                    |
|      | Rockstar Toronto       | Oakville, Ontario, Canadà   | Des del 1999 | El seu treball més conegut és The Warriors, una adaptació de la pel·lícula de culte clàssic i la versió PC de Grand Theft Auto IV i Episodes from Liberty City.                                                    |
|      | Rockstar Dundee        | Dundee, Escòcia             | Des del 2008 | Rockstar Dundee Limited (anteriorment Ruffian Games Limited) és una desenvolupadora britànica de videojocs amb seu a Dundee .                                                                                      |

### Antigues filials
| Logo | Nom                | Localització                          | Anys      | Notes |
| ---- | ------------------ | ------------------------------------- | --------- | --- |
|      | Rockstar Vancouver | Vancouver, Columbia Britànica, Canadà | 2002–2012 | Fusionat amb Rockstar Toronto el 2012. Responsable del joc Bully per a PlayStation 2 i el tercer joc de la saga Max Payne, Max Payne 3. |
|      | Rockstar Vienna    | Viena, Àustria                        | 2003–2006 | Van adaptar Max Payne a consoles, i van desenvolupar alguns capítols de Manhunt 2 abans de ser tancat.                                  |

## Mercat de Rockstar
Rockstar games es caracteritza per tenir una estratégia de diferenciació, és a dir, intenta separar els seus productes de possibles comparacions amb la competència i així donar un missatge de producte únic.
En el mercat, situem l'empresa jove en una fase madura ya que el seu producte, els videojocs, són ja una realitat i estan presents en el mercat de l'entreteniment des de la passada dècada. A més que els productes que Rockstar ha posat al mercat ja es consideren més que una aposta futurista, uns referents per a la indústria. L'empresa està consolidada en el mercat, junt amb altres empresas com poden ser Bethesda, Activision o Ubisoft.

## Missió
L'empresa es defineix  per fer videojocs que tenen com a premises principals: Innovar i entretindre (encara que per a arribar als seus objectius a vegades ha de lidiar amb la polèmica). Tenen la creença que el més important és que el jugador gaudeixi  d'una àmplia infinitat de variants i accions al llarg dels seus extensos mapes per donar-los així una total llibertat d'elecció.

## Visió
En un futur aquesta empresa es vol consolidar com l'única del sector que ofereixi als seus clients un producte distinguit per la seva  jugabilitat, llibertat d'acció i per les seves aportacions(motors gràfics, soroll…) Busquen desenvolupar unas escenes que profunditzin a la història dels jugadors i els seus personajes. També traballen en una plataforma de multiplayer per ampliar  el ventall d'accions que els jugadors poden fer dins d'un món obert.

## Objectius
Per a arribar als seus objectius l'empresa ha de focalitzar els seus esforços en realitzar trames cada cop més profundes, on els seus personatges juguin un paper important a l'hora d'explicar la història. L'empresa mitjançant els seus jocs vol donar-li al seu públic  el que aquest vol, és a dir, donar-los una experiència real dins d'un món virtual; es pot convertir, per uns instants, en una altra persona.

## Producte
Rockstar Games s'encarrega del desenvolupament de videojocs d'acció, on el món és obert Sand Box i el jugador disposa d'alternatives a la pauta principal de la història. Entre la seva gamma de productes trobem diverses sages amb històries diferents, la seva saga estrella o producte més vengut és Grand Theft Auto, els videojocs estan catalogats per adults, ja que contenen escenes de violència, llenguatge groller i contingut sexual.

## Videojocs
| Títol | Any de llançament |
| --- | ----------------- |
| - Grand Theft Auto | 1997              |
| - Grand Theft Auto: London, 1969 - Grand Theft Auto: London, 1961 - Thrasher Presents Skate and Destroy - Grand Theft Auto 2 - Wild Metal Country - Monster Truck Madness | 1999              |
| - Austin Powers: Oh Behave - Austin Powers: Welcome to My Underground Lair! - Wild Metal: Reclaim the Future - Midnight Club Street Racing - Surfing H3O - Smuggler's Run | 2000              |
| - Max Payne - Grand Theft Auto III - Oni - Smuggler's Run 2 | 2001              |
| - Grand Theft Auto: Vice City - The Italian Job - State of Emergency - Smuggler's Run: Warzones                                                                           | 2002              |
| - Midnight Club II - Manhunt - Max Payne 2: The Fall of Max Panye | 2003              |
| - Grand Theft Auto: San Andreas - Grand Theft Auto Advance - Red Dead Revolver                                                                                            | 2004              |
| - Grand Theft Auto: Liberty City Stories - Midnight Club 3 Dub Edition - The Warriors                                                                                     | 2005              |
| - Grand Theft Auto: Vice City Stories - Bully - Rockstar Games Presents Table Tennis                                                                                      | 2006              |
| - Manhunt 2 | 2007              |
| - Grand Theft Auto IV - Midinight Club: Los Angeles - Midinight Club: L.A. REMIX                                                                                          | 2008              |
| - Grand Theft Auto IV: The Lost and Damned - Grand Theft Auto: Chinatown Wars - Beaterator - Grand Theft Auto: The Ballad of Gay Tony                                     | 2009              |
| - Red Dead Redemption - Red Dead Redemption: Undead Nightmare | 2010              |
| - L.A. Noire | 2011              |
| - Max Payne 3 | 2012              |
| - Grand Theft Auto V - Grand Theft Auto Online | 2013              |
| - Red Dead Redemption 2 - Red Dead Online | 2018              |
| - Grand Theft Auto: The Trilogy - The Definitive Edition | 2021              |

## Pel·lícules
El 2011 Rockstar Games apareixia com a Rockstar Films.
| Pel·lícules                                       | Any  | Tipus            |
| ------------------------------------------------- | ---- | ---------------- |
| GTA 2: The Movie                                  | 1999 | Drama Criminal   |
| The Football Factory                              | 2004 | Drama            |
| Grand Theft Auto: Sant Andreas - The Introduction | 2004 | Drama Criminal   |
| Sunday Driver                                     | 2005 | Documental       |
| Red Dead Redemption: The Man from Blackwater      | 2010 | Drama Occidental |